# فروصوت
فروصوت (به انگلیسی: Infrasound) به امواج صوتی گفته می‌شود که دارای بسامدی کمتر از حدّ پایین محدودهٔ بسامد شنیداری انسان می‌باشند.
گسترهٔ بسامدی شنوایی انسان حدوداً میان ۲۰ هرتز تا ۲۰ کیلوهرتز است، بنابراین صداهای با بسامد کمتر از ۲۰ هرتز که انسان آنها را نمی‌شنود، «فروصوت» نامیده می‌شود. فروصوت نوعی فرکانس است و نباید با زیرصوت که طبقه‌بندی سرعت برای هواگردهاست اشتباه گرفته شود.